# ФК Спарта Земун
ФК Спарта Земун је био фудбалски клуб из Земуна који је настао 1918. након Првог светског рата, а 1940. године након фузије са ЗАШК-ом и СК Земуном клуб престаје да постоји. 
Како је био раднички фудбалски клуб, повезиван је са комунистичком партијом Југославије, забрањеном у том периоду. Највећи клупски успех је играње у Првој лиги Југославије у сезони 1938/39, где је сезону завршио на 11. позицији са 13 бодова и 5 победа, 14 пораза и 3 нерешена меча и гол разликом -39 (постигао 21 а примио 60 голова). ФК Спарта је једини клуб из Земуна који се такмичио у Првој лиги у међуратном раздобљу.